# Maša Grošelj
Maša Grošelj, slovenska dramska igralka, * 26. julij 1993 .

## Življenjepis
Dramsko igro in umetniško besedo je študirala na Akademiji za gledališče, radio, film in televizijo Univerze v Ljubljani, kamor se je vpisala leta 2012. Njena mentorja sta bila Matjaž Zupančič in Branko Šturbej, ki ga je v tretjem letniku zamenjal Matjaž Tribušon. Že v času študija je sodelovala z več gledališči, med njimi z Mini teatrom, SNG Nova Gorica, Gledališčem Koper, Slovenskim stalnim gledališčem Trst, Mestnim gledališčem Ptuj itd. Od 10. decembra 2019 je članica igralskega ansambla Slovenskega ljudskega gledališča Celje, februarja 2021 pa je postala tudi predsednica celjske izpostave Združenja dramskih umetnikov Slovenije.

### Film in televizija
Zaigrala je v spletni seriji LP, Lena, ter v kratkih filmih K.A.O.S. in 100 točk.
V seriji Najini mostovi igra Moniko Furlan, glavno vlogo v seriji.